# Henry Macintosh
Henry Maitland Macintosh (Kelso, 10 de junho de 1892 — Albert, 26 de julho de 1918) foi um atleta e velocista britânico, nascido na Escócia. Em Estocolmo 1912, conquistou a medalha de ouro olímpica no revezamento 4x100 m junto com os compatriotas  David Jacobs, Victor d'Arcy e William Applegarth.
Filho de um pastor protestante, morreu aos 26 anos, no posto de capitão, por ferimentos sofridos durante a Segunda Batalha do Somme, na I Guerra Mundial, e está enterrado num cemitério militar na França.